# 점박이꽃무지속
점박이꽃무지속 (Protaetia)은 꽃무지아과 꽃무지족에 포함되는 대형 풍뎅이로 앞날개를 펼치지 않고 날며 날 때 큰 몸집에서 나는 육중한 소리는 마치 말벌과 같다. 꽃과 수액에 잘 모이며 낮에 많이 활동한다. 애벌레는 굼벵이라 하여 애완용 또는 약재로 이용한다.

## 일부 종
- 만주점박이꽃무지 (Protaetia (Chrysopotosia) mandschuriensis) (Schurhoff)
- 점박이꽃무지 ( Protaetia orientalis submarmorea ) (Burmeister)
- 흰점박이꽃무지 (Protaetia (Liocola) brevitarsis seulensis) (Kolbe)
- 매끈한점박이꽃무지 (Protaetia (Liocola) lugubris) (Herbst)
- 구리점박이꽃무지 (Protaetia (Potosia) cuprea daurica) (Motschulsky)
- 아무르점박이꽃무지 (Protaetia (Potosia) famelica scheini) (Miksic)
- 녹색점박이꽃무지 (Protaetia pryeri)
- 녹동색점박이꽃무지 {Protaetia lewisi)
- 얼룩점박이꽃무지 {Protaetia ishigakia)